# Det stora kalaset (musikalbum)
Det stora kalaset är det fjärde soloalbumet av den svenske artisten Olle Ljungström. Albumet släpptes den 30 januari 1998.
Det Grammis-nominerades i kategorin "Årets pop, manlig."
Låtarna "Nåt för dom som väntar," "Det betyder ingenting" och "Jag och min far" släpptes som singlar, medan "Somnar om" släpptes som maxi-singel. Det släpptes även en Nåt för dom som väntar EP december 1997.

## Produktion
Arbetet med Det stora kalaset började för allvar april 1997. Under de följande månaderna satt Olle Ljungström och hans låtskrivarpartner Heinz Liljedahl, efter egen utsago, "varje dag mellan [klockan] 10 och 16 och skrev nya låtar." Ljungström och Liljedahl valde en billig studio för inspelningen, "för att få mer tid för pengarna." Varje låt testades ut i olika arrangemang med olika instrumenteringar, enligt Ljungström för att "hitta varje låts själ." Skivan spelades i huvudsak in i Stockholm under Simon Nordbergs regi.
Ljungström lär ha haft en större roll med att komponera musiken på Det stora kalaset än på hans förra skiva Tack; tre av skivans låtar komponerade han på egen hand, och han spelade även gitarr och el-gitarr på några låtar. Dessutom tonsatte han några låtar som släpptes som b-sidor. December 1997 var skivan färdig inspelat.
Vid skivsläppet vintern 1998 uttalade Ljungström att det här var den första av hans skivor där han och Liljedahl "verkligen fullföljt saker och inte nöjt oss med nästan." Han sa också att "plattan är gjord under extremt bra arbetsförhållanden, och det tror jag hörs, det handlar inte om vad jag tycker, det är den bästa skiva jag gjort." Mer än tio år senare, år 2009, ansåg Ljungström fortfarande att Det stora kalaset var hans bästa skiva.

## Mottagande
Det stora kalaset tillhör Olle Ljungströms mest lovprisade album. Nöjesguiden gav Det stora kalaset högsta betyg när skivan släpptes, 6/6, och kallade den för ett "makalöst album". I Expressen fick skivan näst högsta betyg, 4/5, och det skrevs att Det stora kalaset var "precis vad titeln säger". Även i Aftonbladet, Göteborgs-Posten, Länstidningen Östersund och Helsingborgs Dagblad fick skivan 4/5 i betyg.
När tidskriften Gaffa recenserade alla Ljungströms soloskivor efter hans död 2016, fick Det stora kalaset åter igen högsta betyg, 6/6, beroende på "låtarnas otroliga och jämna kvalitet".
I den norska tidningen Natt & Dag fick Det stora kalaset 5/6, och skivan kallades för "popkonst på hög nivå."
Det stora kalaset fanns även med på Aftonbladet Puls' lista över årets 20 bästa musikplattor överhuvudtaget år 1998 (9:de plats). Som högst nådde skivan plats 10 på albumlistan.

## Låtlista
Alla låtar av Olle Ljungström och Heinz Liljedahl, förutom spår 1, 6 och 9 av Olle Ljungström.
1. "Nåt för dom som väntar" - 4:23
2. "Det betyder ingenting" - 3:45
3. "Morotsman" - 3:41
4. "Lyssna" - 4:29
5. "Nitroglycerin" - 4:33
6. "Jag och min far" - 3:02
7. "Kvinnor och män" - 2:47
8. "Solens strålar" - 3:21
9. "När tiden har fått fnatt" - 3:27
10. "Skriker" - 4:06
11. "Sånt som bara händer mig" - 4:45
12. "Somnar om" - 5:02

## Medverkande
- Olle Ljungström - gitarr ("Jag och min far", "Skriker"), el-gitarr ("Nåt för dom som väntar," "Morotsman"), sång
- Heinz Liljedahl - gitarr, el-gitarr, tamburin, trummor, kör, dobro, piano, bas, bongos
- Martin Jonsson - trummor
- Johan Vävare - synth, programmering
- Jerker Odelholm - bas
- Simon Nordberg - synth, tamburin, piano, orgel, programmering
- Lars Halapi - gitarr, el-gitarr, pedal-steel
- Peter Korhonen - trummor
- Andreas Dahlbäck - trummor

## Listplaceringar
| Lista (1998) | Topplacering |
| ------------ | ------------ |
| Sverige      | 10           |

### Fotnoter
1. ↑  Dagens Nyheter, 15 februari 1999. Läst 9 december 2017.
2. ↑  https://www.discogs.com/artist/75666-Olle-Ljungström
3. ↑  ”Olle tar dagen som den kommer”. Göteborgs-Posten. 6 februari 1998.
4. 1 2 3 4 5  ”Jag skriver bättre låtar än Per Gessle”. Aftonbladet. 6 februari 1998. http://wwwc.aftonbladet.se/puls/9802/06/olle.html. Läst 3 december 2019.
5. ↑  Det stora kalaset (1998), texthäfte medföljande CD-skiva, s. 11.
6. 1 2  https://www.discogs.com/Olle-Ljungström-Det-Stora-Kalaset/release/3435685 Discogs.com: Det stora kalaset. Läst 30 juni 2018.
7. ↑  ”Poppoet släpper sin sjua”. Svenska Dagbladet. 26 februari 2009. https://www.svd.se/poppoet-slapper-sin-sjua. Läst 3 december 2019.
8. ↑  https://ng.se/recensioner/musik/det-stora-kalaset
9. ↑  Expressen, 30 januari 1998, s. 68. Läst 6 december 2017.
10. ↑  Aftonbladet, 30 januari 1998, s. 8. Läst 10 oktober 2019.
11. ↑  Göteborgs-Posten, 30 januari 1998. Läst 11 oktober 2019.
12. ↑  Länstidningen Östersund, 30 januari 1998. Läst 5 mars 2020.
13. ↑  Helsingborgs Dagblad, 31 januari 1998. Läst 13 oktober 2019.
14. ↑  http://gaffa.se/recension/106749/olle-ljungstroem-det-stora-kalaset/ Arkiverad 4 december 2017 hämtat från the Wayback Machine. Publicerad 11 maj 2016. Läst 3 dec. 2017.
15. ↑  Natt & Dag, #3 1998, recension av John Erik Frydenlund. Läst 27 november 2019.
16. ↑  Aftonbladet Puls, 11 december 1998. Hämtad 4 maj 2019.
17. ↑  ”Hitparad”. http://www.swedishcharts.com/showitem.asp?interpret=Olle+Ljungstr%F6m&titel=Det+stora+kalaset&cat=a. Läst 26 januari 2013.